# Драгоманова Єлизавета Іванівна
Єлизавета Іванівна Цяцька (у шлюбі Драгоманова; 1821, Гадяч, Полтавська губернія — 7 (19) липня, 1895, Гадяч, Полтавська губернія) — представниця українського  дворянського (козацько-старшинського) роду, мати Олени Пчілки, Михайла Драгоманова, бабуся та хрещена мати Лесі Українки.

## Життєпис
Походила з аристократичної родини Цяцьок.
Батько Іван Прокопович Цяцька — полтавський дворянин, поміщик середньої руки, представник козацької старшини мав Цяцьчин (Мокріївський) хутір у Гадяцькому повіті у Полтавській губернії, що сусідствував із Монастириськими Будищами, де народився й виріс майбутній зять дочки Петро Драгоманов.
Мати Федора Петрівна Цяцька (Стишевська) — з родини гадяцьких поміщиків Стишевських, що жили на хуторі Стишевщина Гадяцького повіту Полтавської губернії.
Освіти Єлизавета Іванівна не мала, але багато читала українською та російською мовами. Була жінкою незвичайною, із розвиненою інтуїцією, неабияким умінням господарювати, «тримати дім», педагогічним хистом, невгасимою потребою духовно-інтелектуального розвитку, потягом до прекрасного — тобто особистістю непересічною. У Гадяцькому повіті Полтавської губернії мала за собою 140 десятин спадкової землі, віддаючи заміж батько дав їй у посаг хутір Підварок (знаний теж Вербняги) коло Гадяча. Це було поле, ліс, левада, садок та луки над річкою Грунь і кілька селянських хат.
Так 1839 р. Єлизавета одружилася з Петром Драгомановим, народивши шестеро дітей: Ольгу, Михайла, Варвару (померла молодицею), Олену (померла дівчиною), Івана та Олександра. Батьки прищеплювали дітям любов до читання, знань, народної словесності.
Родина мешкала у придбаній садибі в центрі Гадяча на Драгомановій горі, а в Підварку подружжя заклало своє хазяйство, спорудили господарські будівлі, завели худобу. І хоча «господарством клопоталася більше мама, батько ж не дуже-то дбав за нього, бо й відбився давно від землі, та й ні хисту, ні охоти не мав до господарств», садиба з часом процвітала, приносячи прибуток і щастя її власникам.
Після смерті чоловіка з допомогою батька Єлизавета придбала ще 200 десятин землі, що дозволяло їй утримувати велику сім'ю.
Зі спогадів онуки Ольги Косач-Кривинюк бабуся розмовляла тільки українською мовою, була розумною, розсудливою, діяльною жінкою:
|  | Добре пам'ятаю бабуню і наше пробування в Гадячому у неї літом 1883 року. Бабуня була дуже привітна та ласкава до нас усіх, надто ж до своєї улюблениці-хрищениці Лесі. Говорила бабуня по-українськи, навіть зі своїм сином Олександром, що говорив звичайно по-російськи. |

Померла 7 (19) липня 1895 р., через місяць після смерті свого сина Михайла Драгоманова.